# 愛情來了 (電影)
《愛情來了》（英語：Love Go Go）是1997年上映的台灣電影。導演陳玉勳於1990年代拍攝的第二部电影，曾獲86年金馬獎最佳男配角獎、最佳女配角獎、東京影展青年導演競賽單元、台北電影節新世代影評人票選最佳影片、新加坡影展競賽單元、溫哥華影展、多倫多影展。

## 劇情
此電影是由憨直的麵包師阿盛、渴望愛情的胖妹吳莉莉、不得志的窮音樂人小徐，這三個各懷煩惱的城市小人物，同住一屋簷下的友誼，以及三段愛情故事串連起來。
喜歡唱歌的麵包師阿盛，偶然在工作的麵包店中，遇到國小同學麗華。阿盛想起了國小時，與麗華相處的時光，以及他們的小小約定，但麗華早已不認得他。阿盛每天等待著麗華來店裡買麵包，並且躲在廚房裡偷偷的看著她。一開始只敢透過更改蛋糕的名字，來向麗華表達心意的阿盛，鼓起了勇氣，決定要藉由電視歌唱比賽節目，向麗華表達他的情意以及感激之意。
偶然在路上撿到一個BB CALL的胖妹吳莉莉，在好奇心的驅使下與失主連絡，也被失主充滿磁性的聲音給吸引，而對對方產生了幻想。失主因為人生中沒有「愛」，而想自殺結束自己的生命，胖妹聽聞立刻安慰失主，兩人在電話中相談甚歡，不知不覺日久生情，談起了『電話戀情』。某次通話，BB CALL失主要求與胖妹見面，無法拒絕的胖妹只好答應見面。對於彼此充滿幻想的兩人，見面後會產生什麼樣的火花呢…？
菜鳥推銷員阿松，某日為了要推銷產品，到了麗華的美髮店剪頭髮。剪到一半時，遇到一位婦人，因前來捉小三（麗華就是小三），而出手打了麗華及叫罵。一時情急之下，阿松拿出了自己推銷的防身用瓦斯槍，解救了麗華。兩人雙雙逃到了大樓的頂樓，因感情痛苦悲傷而哭泣著的麗華，最後因為單純呆萌的阿松的一個舉動，而兩個人在頂樓有了一個溫馨的美好時光。

## 人物角色
| 演員   | 角色名稱       | 備註                         |
| ------ | -------------- | ---------------------------- |
| 坣娜   | 麗華           | 阿盛的小學同學，美髮院老闆娘 |
| 施易男 | 阿松           | 防狼用品推銷員               |
| 黃子佼 | 喬書培         | 因失戀而想自殺的男子         |
| 陳進興 | 阿盛           | 麵包店師傅                   |
| 廖慧珍 | 吳莉莉         | 一心嚮往愛情的胖妹           |
| 馬念先 | 小徐           | 不得志的音樂創作者           |
| 邱秀敏 | 麵包店老闆娘   | 阿盛的阿姨                   |
| 王奕棠 | 小陳           | 麵包店廚房工讀生             |
| 李永豐 | 歌唱比賽主持人 |                              |
| 徐慧琴 | 林女士         |                              |
| 陳季霞 | 帶脖套小姐     |                              |
| 徐珪瑩 | 小絹           |                              |
| 姚安琪 | 國小麗華       |                              |
| 柯佩宇 |                |                              |
| 鄒富景 | 國中阿盛       |                              |
| 席敬倫 | 國小阿盛       |                              |
| 楊潔玫 | 黑眼圈女子     |                              |
| 鍾欣凌 | 阿寶           |                              |
| 蔡君茹 | 小平           |                              |
| 楊冠玉 | 燙髮女子       |                              |
| 章可中 | 速食店店員     |                              |

## 軼事
片中的BBcall號碼的持有者是演員王道南，導演在未告知的情況下擅自用在電影中。

## 外部連結
- 開眼電影網上《愛情來了》的資料（繁體中文）
- 豆瓣电影上《愛情來了》的資料 （简体中文）
- 互联网电影数据库（IMDb）上《愛情來了》的资料（英文）